# Montaut (Lot-et-Garonne)
Montaut é uma comuna francesa na região administrativa da Nova Aquitânia, no departamento de Lot-et-Garonne. Estende-se por uma área de 14,19 km². Em 2010 a comuna tinha 262 habitantes (densidade: 18,5 hab./km²).